# Земља без закона
Земља без закона (енгл. Slow West) је британско-новозеландски вестерн из 2015. у режији Џона Меклина, са Кодијем Смит-Мекфијем и Мајклом Фасбендером у главним улогама. Уједно је и дебитанско остварење Меклина у улози режисера. Филм прати нежног и идеалистичног Џеја Кавендиша, који трага за својом девојком, и сировог каубоја Сајласа Селека, који му помаже у трагању по дивљем америчком западу. Иако се радња одиграва у САД филм је сниман на Новом Зеланду и Шкотској. Премијерно је приказан 24. јануара 2015. на филмском фестивалу Санденс.
Филмски критичари су филм топло дочекали и тренутно на сајту ротен томејтоус држи збир од 92% позитивних филмских рецензија, са сумирајућим коментаром: Земља без закона је импресивно остварење дебитанског редитеља и сценаристе Џона М. Меклина, који је понудио инветивну посластицу љубитељима вестерна“.

## Улоге
| Глумац          | Улога                                                                            |
| --------------- | -------------------------------------------------------------------------------- |
| Мајкл Фасбендер | Сајлас Селек, усамљени и сирови каубој који помаже Џеју                          |
| Коди Смит-Мекфи | Џеј Кавендиш, шкотски аристократа и идеалиста који трага за својом девојком Роуз |
| Бен Менделсон   | Пејн, вођа ловаца на уцењене главе                                               |
| Карен Писториус | Роуз Рос, Џејева некадашња љубав која је побегла у Америку са својим оцем        |
| Рори Мекен      | Џон Рос, Роузин отац                                                             |